# Pere Guerau Maristany i Oliver
Pere Guerau Maristany i Oliver (el Masnou, Maresme, 12 de gener de 1863 - Barcelona, 23 de juliol de 1926) fou un polític i industrial català, comte de Lavern.

## Biografia
Nascut al Masnou, al carrer de la Quintana, actualment carrer de Pere Grau, era fill de Francesc Pere Maristany i Maristany, capità mercant i industrial masnoví, i de Rosa Oliver i Fortis. El seu pare va dedicar-se principalment a l'exportació de vins al continent americà. Va estudiar a l'Escola Galavotti, on va obtenir el premi extraordinari del batxillerat, i a la Facultat de Ciències de la Universitat de Barcelona, on va llicenciar-se en ciències exactes, física i química.
Seguint l'activitat paterna, de ben jove, va enregistrar la seva pròpia marca d'exportació de vins anomenada "Pere Grau", que va tenir gran èxit al Brasil, les Antilles, l'Uruguai i l'Argentina. Va posseir diverses propietats agrícoles a Lavern, a la comarca del Penedès, anomenades can Salvador i can Bou, on va organitzar diferents concursos vinícoles. El seu germà, Amadeu Maristany i Oliver, també es va dedicar a la indústria del vi.
Fou membre del Centre Escolar Catalanista (1893-1894), de l'IACSI (1893-1896) i de l'Ateneu Barcelonès, però es dedicà als negocis d'exportació de vins a Amèrica del Sud, mercè la qual va fer una gran fortuna. Poseia condecoracions del rei Carles III, Isabel la Catòlica, la Gran Creu d'Alfons XII i la d'Oficial de la Corona d'Itàlia. El 25 de desembre de 1911 el rei Alfons XIII li creà el títol de comte de Lavern.
Fou elegit diputat pel districte de Mataró com a liberal monàrquic a les eleccions generals espanyoles de 1901, 1910 i 1919, així com senador per la província de Barcelona el 1905-1907. També fou president de la Federació Agrícola Catalano-Balear (1910-1912), de la Cambra de Comerç, Indústria i Navegació de Barcelona (1908-1913) i de la Reial Acadèmia Catalana de Belles Arts de Sant Jordi de Barcelona entre 1912 i la seva mort.
És reconeguda la seva activitat com a mecenes: fou el fundador del Casino del Masnou i de la càtedra Pere Grau dels Estudis Universitaris Catalans, a la primera exposició triomfant d'Hermen Anglada Camarasa a Barcelona (Sala Parés 1900) va ser dels pocs col·leccionistes -amb Santiago Rusiñol- que li comprà una obra (Casino de París), i va donar manuscrits de Jacint Verdaguer a la Biblioteca de Catalunya.
Li fou atorgada la Gran Creu de la Beneficència amb distintiu blanc. També va obtenir la Gran Creu del Mèrit Agrícola per la creació de camps experimentals, concursos entre els pagesos, difusió de la cultura agrícola i la creació, ja esmentada, dels Estudis Universitaris Catalans.
L'any 1926, l'Ajuntament del Masnou va posar el seu nom al carrer on va néixer (carrer de la Quintana), que passà a anomenar-se "carrer de Pere Grau".
A Lavern, al Penedès, en mig de les seves propietats agrícoles, el comte hi feu construir una masia monumental anomenada Cal Maristany adossada a l'antiga masia de Can Salvador. El 1915 feu enderrocar l'església romànica de Sant Pere de Lavern per a construir-hi al mateix lloc una nova església neoromànica d'estil monumental a càrrec de l'arquitecte Enric Sagnier, on hi casà el seu fill Jacint Maristany i Maristany amb María de la Concepció Ibarra i Montés, motiu pel qual feu aturar un tren en mig de la via, on posteriorment, es bastiria l'estació de la línia R4 Lavern-Subirats. També va sufragar la portada d'aigues al poble (1914) i regalà un penell brodat d'or a la Coral Art i Germanó de Lavern. En agraïment, el poble li va dedicar dos carrers: el carrer Comte de Lavern i el carrer Pere Grau.
Durant la guerra civil Espanyola, la masia Cal Maristany va servir com a escola de capacitació de pilots de caça republicans.
Al Masnou, s'hi construí una finca, dissenyada per l'arquitecte Bonaventura Bassegoda i Amigó l'any 1913, al carrer de Barcelona, número 48.
Es casà amb Antònia Maristany i Viladevall. El seu fill Francesc de Paula Maristany i Maristany també fou diputat del Congrés dels Diputats.